# Joliot (Mondkrater)
Joliot ist ein Krater auf der Mondrückseite. Er wurde nach dem französischen Physiker Frédéric Joliot-Curie benannt.
| Buchstabe | Position           | Durchmesser | Link |
| --------- | ------------------ | ----------- | ---- |
| P         | 22,34° N, 91,99° O | 12 km       |      |